# Américo Ricaldoni Saroldi
José Domicio Américo Ricaldoni Saroldi (Montevideo, 21 de abril de 1867 - 6 de julio de 1928) fue un médico uruguayo.

## Familia
Nació en un hogar de inmigrantes italianos, siendo sus padres el educador Pedro Ricaldoni y Filomena Saroldi. 
Estuvo casado con María Morelli d'Auggero, con quien tuvo tres hijos: Hugo, Julio (ingeniero, Decano de la Facultad de Ingeniería) y Américo Mario (arquitecto, Decano de la Facultad de Arquitectura).
Su nieto Américo Ricaldoni Mones fue senador por el Partido Colorado.

## Carrera
Ingresa a la Facultad de Medicina a los 17 años, siendo alumno del Dr. Pedro Visca. Obtiene su título de grado a los 23 años y es nombrado profesor de Terapéutica. En 1899 sustituye al Dr. Francisco Soca en la cátedra de Patología Interna. En 1901 viaja a París para capacitarse.
Fue Decano de la Facultad en dos periodos (1915-1918 y 1918-1921). Hacia el final de su vida logra la creación del Instituto de Neurología.
Entre sus alumnos se destacaron Rodolfo Tálice, Julio María Sosa, Juan Carlos Plá, Alberto Amargós, Ernesto Stirling, Isidro Más de Ayala, Enrique Claveaux, Héctor Rosello y Ángel Gaminara.
En la actualidad, lleva su nombre una importante avenida que circunvala al Parque José Batlle y Ordóñez de Montevideo.